# بريندون إدموندز
بريندون إدموندز (بالإنجليزية: Brendon Edmonds)‏ هو لاعب اتحاد الرغبي نيوزيلندي، ولد في 28 نوفمبر 1990.

## وصلات خارجية
- بريندون إدموندز على موقع ItsRugby.co.uk (الإنجليزية)